# 音樂史
音樂在於每個已知的文明，不論過去或現在，在不同時間和地點也有很大的變化。 世界上所有的人民，包括了孤立的民族，也有它的音樂形式，可以認為人類始祖在不同人種分散在世界各地之前已知曉音樂。所以音樂很可能已存在55,000年以上。第一個音樂或許在非洲發明，隨後演變為人類生活的一個基本部份。
一個文明的音樂受著該文明的其他層面影響，包括社會、經濟、经历、气候和所獲得的科技。音樂所表達的情感及想法，音樂演奏及聽眾的情景，以及對樂手和作曲者的态度在不同的地域和時期也大有不同。「音樂歷史」是音乐学的一個分枝，它時間順序對音乐的變化及發展（尤其是西方艺术音乐）進行研究。

## 音樂的時期

### 史前音樂
史前音樂，普遍稱為原始音樂，是指史前文化（史前時代）產生的音樂，由地质历史的很後期開始。史前音乐随后是在大部份歐洲地區的古代音乐（公元前1500年），之後音樂在受欧洲影响的地区發展，但也有一些孤離的地區。
以技術而言，史前音乐包括了世界上已知存在相關歷史資料的音樂（例如，传统美国原住民的部落音乐、澳大利亚原始音乐）之前的所有音樂。但是，史前音乐更普遍的指非欧洲大陆的「史前」音樂，尤其是仍然留存的民俗音樂、土着音樂及传统音乐。
音樂的起源至今仍然未知，因為它在已知的歷史之前發生。一些人認為音樂的发源於大自然发出的声音和节奏。人類音樂可能使用模式、重覆和調性重現這些现象。即使是今日，一些文化的音樂有好些模仿自然的声音的例子。 在一些例子中，這特點和萨满教的信仰和实践有關。 它也可能是為了滿足娛樂需要（例如遊戲） 或特定的用途（例如狩猎時诱惑动物）。
第一件樂器可能就是人聲，它可以發出很廣泛範圍的聲音，由唱歌，哼音及口哨，至到搭嘴音, 咳嗽及哈欠。在2008年考古学家在位於德国乌尔姆的Hohle Fels洞穴發現一個骨制笛子 。這個五孔的笛子有一個由兀鹰翼骨製成的V形的喉舌。最古老的木管樂器在2004年於爱尔兰格雷斯通斯發現。一個木制坑裡面發現一組共六個由30至50厘米長的紫杉木笛子，一端为锥形，但沒有指孔。它們可能曾绑在一起。

### 古代音樂

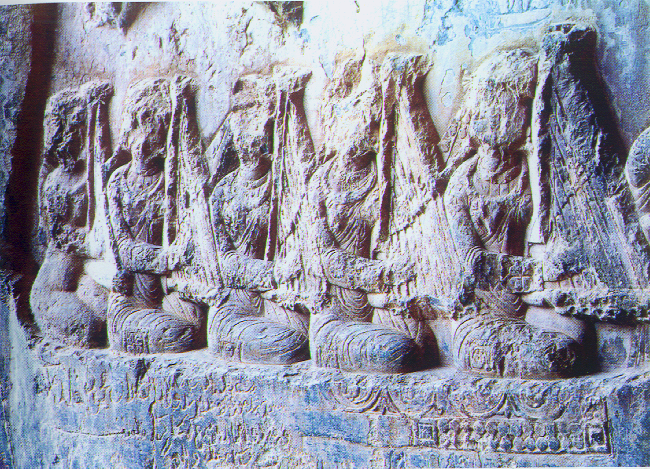
萨珊女性在演奏箜篌。伊朗塔克波斯坦，公元379年。

史前時代被認為以發明書寫而終結，在定義來說，也結束了史前音樂時期。隨後的音樂被稱為「古代音樂」。「最古老的已知歌曲」早在3400年之前的烏加里特由楔形文字寫成，由Anne Draffkorn Kilmer破譯，它由三分之二的和聲組成，就如古代的平行三度 ，同時也使用自然音阶的五度相生律寫成。世界上留存至今最古老的完整的音樂作品（包括音樂符號）是塞基洛斯的墓志铭。
雙管樂器，例如由古希臘人使用，及古代風笛、在瓶上及牆上的古代畫像的評論、描述了當時音樂技術的古代書寫著作（例如Aristotle, Problems, Book XIX.12）也顯示在古代已使用了複音。雙管樂器的其中一管很可能作為持續音或基調使用，而另一個管演奏了旋律段落。印度河流域文明考古場地發現了有七個孔的笛子及種類廣泛的弦樂器。
印度傳統音樂（marga）在Hindu的傳統經文吠陀中描述。四大吠陀經之一的娑摩吠陀有對音樂有相當篇幅的描述。
拉瓦納哈塔琴是一個在西印度流行的小提琴鞠躬，起源相信是罗波那王的時代的Hela文明。這個弦樂器曾被認為是世界上最古老的弦樂器。
伊朗的音樂發展歷史（波斯音樂）早至史前時期開始。音樂的發明歸功於傳奇的國王Jamshid。伊朗的音樂可以追溯到埃蘭帝國的時代（公元前2500-644年）。 該國歷史中來自各個時期的碎片文件顯示了古代波斯人擁有精心設計的音樂文化。萨珊王朝時期（公元226-651年）特別地留下充足的證據指示出波斯人存在著音樂生活。一些重要的音樂家的名字，例如Barbod、Nakissa及Ramtin及他們的一些作品的名字留存了下來。
早期音樂時代可能包括了非傳統或民間音樂等當代的音樂。包括亞洲音樂、波斯音樂、印度音乐、猶太音樂、希臘音樂、羅馬音樂、美索不達米亞音樂、埃及音樂及穆斯林音樂。
希臘有記錄的音樂歷史延伸到早至古希腊時代，它是古希腊戏剧的一個重要部份。在古希臘，混合性別的合唱演出在娛樂、慶典及宗教場合中使用。當代的樂器包括雙管身的阿夫洛斯管及撥弦樂器里拉琴，尤其是西塞拉琴。音樂在古希臘的教育是重要的一部份，男孩由六歲開始授與音樂。

### 聖經時期

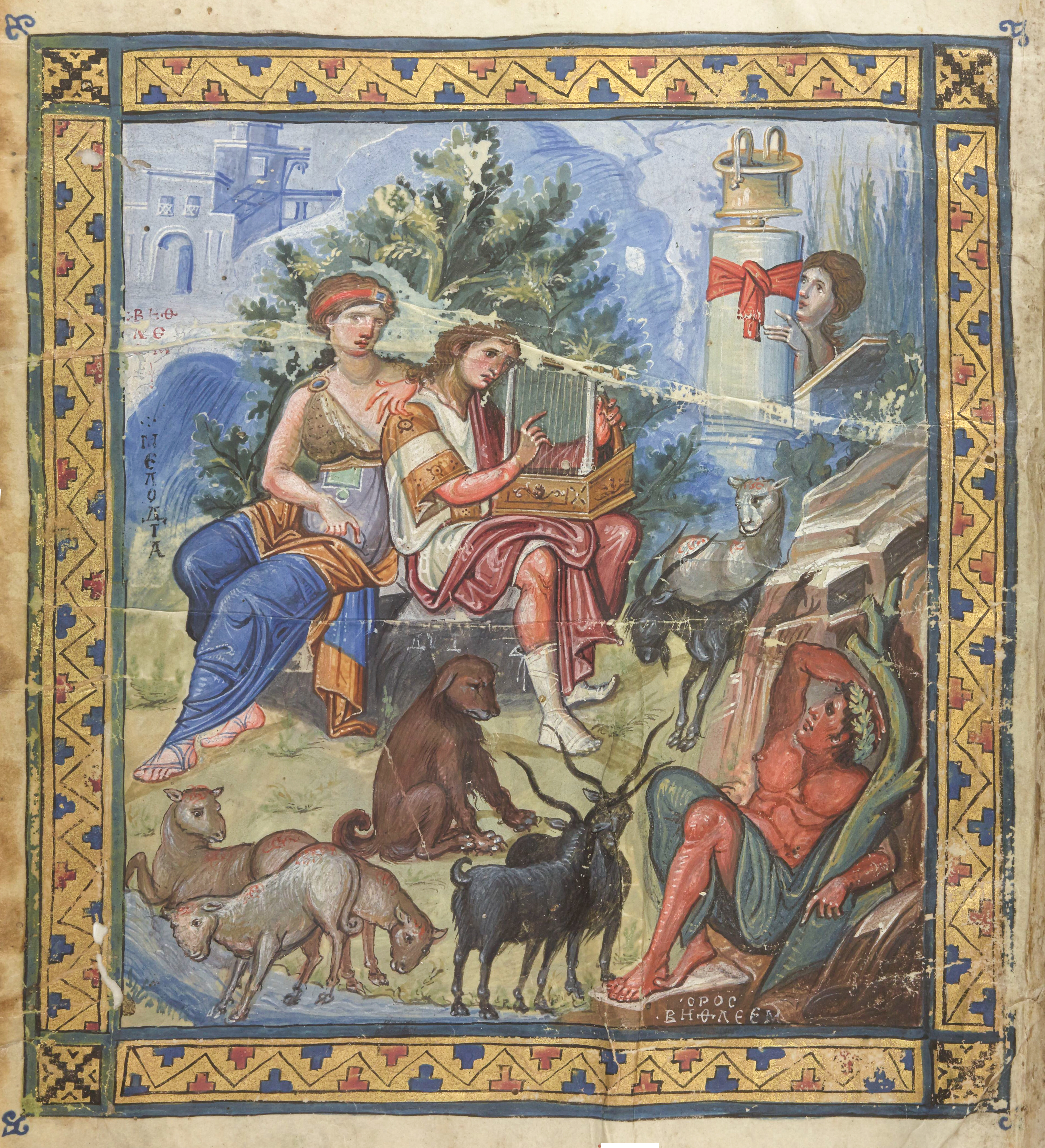
"大衛和他的豎琴" Paris Psalter,
c. 960, Constantinople

根據《伊斯頓聖經辭典》，猶八被聖經稱為多種樂器的發明者（創世紀4:21）。希伯來人對音樂的文化发展貢獻很多。他們的整個歷史和文學也給予了豐富的證據。大洪水之後，它第一次提及音樂是在拉班和雅各會面時（創世紀31:27）。在越過紅海後，摩西及以色列的兒童唱他們的出埃及記歌（出埃及記15）。希伯來詩歌的發展在撒母耳，大衛及所羅門時代達到高峰，為希伯來音樂的黃金時期。音樂在這個時候第一次系統性的發展。它成為了先知學校裡訓練中的核心部份（撒母耳記上 10:5）。這個時候還出現了專業歌手的階層（撒母耳記下19:35；傳道書2:8）。 所罗门圣殿是音樂的大學校。它在運作時，長期僱用受練訓的大型歌唱團及各種樂器手（撒母耳記下6:5；歷代志上15:16；23:5；25:1-6）。音樂對希伯來人的個人生活也佔有重要的地位（傳道書2:8；阿摩司書 6:4-6；以賽亞書 5:11, 12；24:8, 9；詩篇 137；耶利米書 48:33；路加福音 15:25）。
音樂及戲劇學者研究了閃米特人的歷史及人類學及早期猶太與基督教文化，同時發現了戲劇和音樂活動在希伯來人的古典文化與希臘人和羅馬人後來的文化的共同關系。演出的共同之處在一個稱為连祷社會現象中發現，是一個一系列的邀請或懇求的禱告形式。宗教與戲劇雜誌記述在這些最早期的连祷形式之中，「希伯來人的连祷伴隨著豐富的音樂傳統」
雖然《創世紀》4章21節認定了猶八是「一切彈琴吹簫之人的祖師」，但《妥拉》幾乎沒有提及以色列早期的的樂的練習和教學。然後，在撒母耳記上10章及隨後的描述，一項奇怪的事物發生及。聖經學者Alfred Sendrey指出「在聖經文本中找到一個突然及未解釋的大型合唱團和管弦樂團的興起，包含了周密組織和受訓練的音樂團體，這會幾乎不可想像是沒有冗長，有條不紊的準備下發生。」這令一些學者相信先知撒母耳是不單只教授先知和聖人，同時開設了教育禮儀音樂家的宗主教學校。這個可能是最早在歷史上有記錄的公眾音樂學校，它沒有只限制神職階層就讀。這個就是牧羊童大衛以吟遊詩人向掃羅王演奏的原因。

### 西方藝術音樂

#### 早期古典音樂（476年～約1650年）
早期音樂是由公元476年羅馬帝國的衰落之後至巴洛克音乐早期（1600年～1650年）的結束之間的歐洲古典傳統音樂。這個巨大的時間跨度中的音樂文化是非常分歧，包括廣泛地域的多種文化傳統，很多文化組成中世紀歐洲已發展的傳統音樂群體，一些傳統音樂鮮為人知。在中世紀時代統一這些文化的是羅馬天主教會，而它的音樂成為了當時的一千年以來的焦點。

##### 中世紀音樂（約500年～約1400年）
中世紀早期的音樂家生涯無疑是富有的，從藝術描繪的樂器、關於音樂的寫作及其他記錄也可以看到證明。唯一從公元前800年保存到現時的音樂的曲目是羅馬天主教會的禮儀音樂素歌，其中很大部稱為额我略圣歌。教宗額我略一世以自己的名字命名了這個曲目，他也可能是一個作曲家。他被普遍稱為是當代形式的禮儀音樂的發起人之一，雖然資料名顯示他的貢獻日期是在他死後一百多年以後。很多學者相信他的名聲被傳說誇大。在額我略和查理大帝的之間的數個世紀，大部份的色禮儀頌歌的作曲者也是暱名的。
在9世紀發生了多個重要的發展。首先的是教會統一了許多詠唱傳統，其中很多是為了格里高利的喜好而壓制了。第二，最早的複音音樂，也就是奧爾加農的平行歌唱形式出現了。第三，也是音樂歷史上最重大意義的，音樂記譜法在相隔約五百年後重新發明，然而在經歷數個世紀之後才在音調和節奏符號系統上演變至現代音樂家所肯定的精確性和靈活性。
有數個複音音樂學派在1100年代興起：奧爾加農的圣马夏尔乐派，它的音樂特徵是在持续的单声部乐段中的有快速移動的聲部；複音的聖母院樂派，包括作曲家列歐寧及佩罗坦，它在1200年代創作了第一個多於2個聲部的音樂；在加利西亚的聖地亞哥-德孔波斯特拉的音樂熔爐，一個來自多個傳統的音樂家在中世紀晚期走在一起的朝聖地，它的音樂在《加里斯都卷軸》留存；以及英國學院，它的音樂在《烏斯特抄本》及《老厅手抄本》留存。 除了這些聖樂學派，具活力的傳統世俗歌曲發展起來，例如南法遊吟詩人，北法遊唱詩人及恋歌。很多在後來早期文艺复兴時代的世俗音樂由遊吟詩人、宮廷詩人和巡迴音樂家的形式，觀念和音樂美學發展而成。這些文化在13世紀早期阿尔比十字军的時候在遭到很大程度的滅絕。
在13世界後期發展的多種聖樂形式包括經文歌、康都曲、第斯康特及克勞蘇拉。一個不尋常的發展是「苦修團」的流浪樂隊音樂自鞭者之歌，它經歷了兩個時期：13世紀中（直到他們被教會打壓）及在1350前後黑死病發生之後的時期，在那時候他們的活動以廣泛的錄音及樂谱充分記錄下來。它們的音樂把混合了民間音樂的多種風格，加上了悔罪或世界末日的文本。
14世紀的歐洲音樂歷史被「新藝術」風格完全主導，縱使它和早期的文艺复兴时期的想法和美学有很多共同之處，它在惯例上分類為中世纪的音樂。很多這個時期留存下來的音樂也是世俗音樂，而且偏向使用一些固定曲式：叙事曲、重复诗歌、莱歌及轮旋曲, 它們和同名的诗歌形式对应。這些形式中有大部份是有一至三個樂聲，有些有樂器伴奏。著名的作曲家包括纪尧姆·德·马肖及蘭第尼。

##### 文藝復興音樂（約1400年～1600年）
文艺复兴时期音乐的開始點並不像其他文艺复兴時期的藝術一樣有明確的分野。它和其他的藝術不同，不是發源自意大利，而是在歐洲北部，尤其是現時的法國中部及北部、荷兰及比利时包括在內的區域。勃艮第學派作曲家的風格也称为第一代的福萊樂派，是首個是對14世紀「精細藝術」的極端复杂和重視礼风格進行反抗的運動。它在所有樂聲之中有著清晰易唱的旋律及平衡的複音。主要的15世紀中勃艮第學派著名作曲家包括纪尧姆·迪费、吉尔·班舒瓦及安托万·比努瓦。
在15世紀中，在低地国家及邻近区域的作曲家及歌手開始往歐洲各地散播，尤其是進入了意大利，在當地被罗马教堂和艺术的贵族赞助人（例如美第奇家族、埃斯特家族及斯福尔扎家族）雇用。他們帶著他們的平滑的复音風格，能夠恰當地適應聖樂或世俗音樂。當時聖樂作品的主要形式是弥撒曲、經文歌及讚歌。世俗音樂形式包括香颂、弗罗托拉及後期的牧歌。
印刷術的發明及五線譜的成熟對各種音樂風格的传播有巨大的影响。隨著佛兰德乐派音樂家的運動，歐洲音樂中產生了自從额我略圣歌在查理大帝之下統一之後第一個真正的國際化風格，對文藝復興作出貢獻。佛兰德乐派的中产阶级作曲家包括约翰内斯·奥克冈，他以一個对立的复杂風格創作音樂，並精心使用素材豐富的卡农技法；雅各布·奥布雷赫特，其中一個在15世紀最後數十年的最著名的弥撒曲作曲家；以及若斯坎·德普雷，很可能是帕萊斯特里納之前歐洲最著名的作曲家，他在16世紀以其中一名在所有藝術中最傑出的藝術家闻名。在若斯坎之後的世代，音樂探索了越漸复杂的对位法。貢貝爾的音樂可能是最極端的表現，他的对立的复杂影響了早期器乐，例如短歌及里切尔卡，最終在巴洛克音乐赋格形式达到高峰。

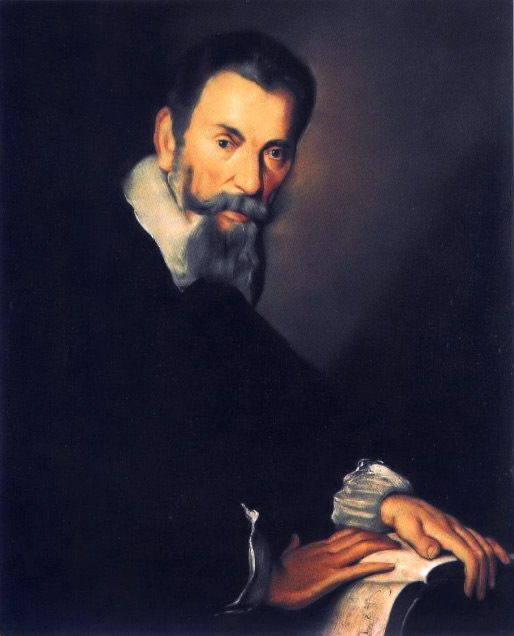
意大利作曲家克劳迪奥·蒙特威尔第肖像，斯特罗奇在威尼斯畫。約1630年

16世紀中，國際風格開始分解，數個分歧性很高的風格成為明顯趨勢：聖乐走向简化的趨勢由反宗教改革的特倫托會議推動，例如帕萊斯特里納的音樂；牧歌變得复杂性和半音主義的趨勢在卢扎斯科·卢扎斯基費拉拉派的前衛風格及后世纪马德里主义者卡洛·傑蘇阿爾多到達了極端；威尼斯學派宏偉洪亮的音樂，它使用了聖馬爾谷聖殿宗主教座堂的大教堂建築來創造對唱對比。威尼斯派的音樂包括了配器法的發展，樂器装饰配件及數字低音的聲部，這些全部也發生在1600前後的數十年。著名的威尼斯作曲家包括乔万尼·加布里埃利、安德烈·加布里埃利及乔万尼·加布里埃利，以及克劳迪奥·蒙特威尔第，該時期完結時其中一個最显著创新者。
在16世紀後期，歐洲大部份地區已主動對傳統音樂作出的精細的區分。在英格蘭一些作曲家例如托马斯·塔利斯及威廉·伯德以類似歐洲大陸的風格創作聖樂。同一時期，一群活躍的本土牧歌作曲家為了英國人的口味而採用了意大利風格，著名的作曲家包括托马斯·莫利、約翰·威爾比及托马斯·威尔克斯。西班牙發展了獨有的器樂及聲樂風格，當中有湯馬斯·路易斯·德·維多利亞創作了和帕萊斯特里納類似的改良音樂，也有為數眾多的其他作曲家為了新結他而創作。 德國精於來自新教众赞歌的複音音樂，它取代了羅馬天主教额我略圣歌作成為聖樂的基礎，也加入了威尼斯学派的風格（它的出現定義了巴洛克時代的開始）。除此之外，德國作曲家創作了很大量的管風琴音樂，為之後的巴洛克管風琴風格建立了基礎，其最終在巴赫的作品上使用。法國發展出稱為「格律音乐」的獨特發音風格，在世俗的香頌使用，特別是以纪尧姆·科斯特莱及克洛德·勒热纳等作曲家見稱。
當代其中一個具革命性的運動發生在1570及1580年代的佛罗伦萨，由佛羅倫薩卡梅拉塔的作品引起，它讽刺地有反动意图：對眼中的当代音乐败坏感到不滿，並以恢復古希臘的音樂為目的。他們之中的领袖是著名天文学家的父親温琴佐·加利莱伊及朱利歐·卡契尼。他們努力的成果是一個聲称是旋律演唱風格的單聲歌曲，分為多個阶段的戏剧形式—也就是現今的歌剧。第一場歌劇在1600年前後創作，同時也定義了文艺复兴時代的完結及巴洛克時代的開始。
在1600年之前的音樂是调式多於调性。數個理論在16世紀後期發展出來，包括按著音階和调式來作曲的焦塞福·扎利诺及弗兰基诺·加富里奥。它直接導致了普及音调的發展。大調和小調音階超越了舊有的教會調式，並開始占主导地位，並逐渐变得普遍。它的最明显的特點是作品的終結式。1600年之後的音樂以巴洛克時代的音调開始，這時期也普遍認為屬於共曉時期。

##### 巴洛克音樂（早期，1600年～約1650年）

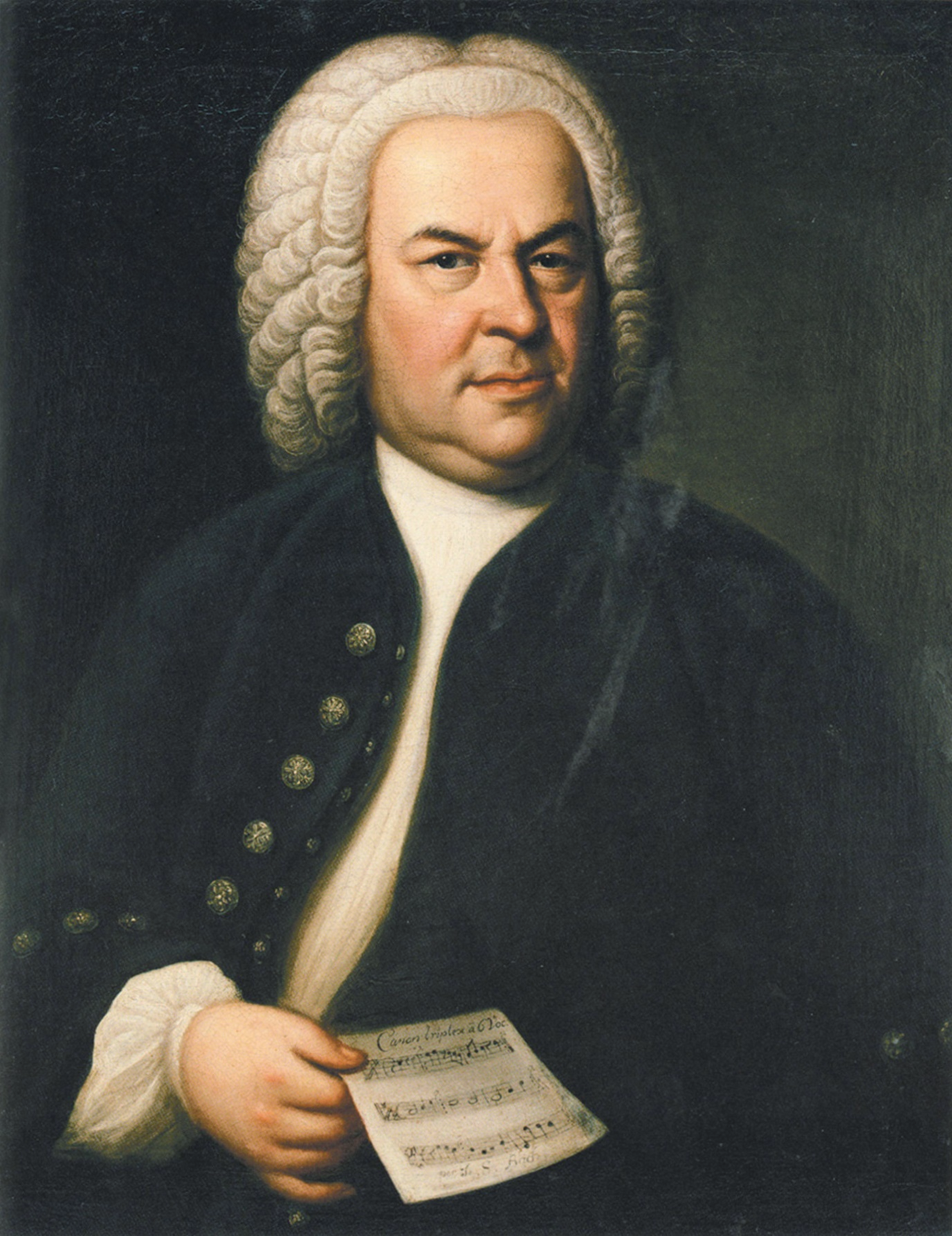
约翰·塞巴斯蒂安·巴赫肖像，1748年繪製

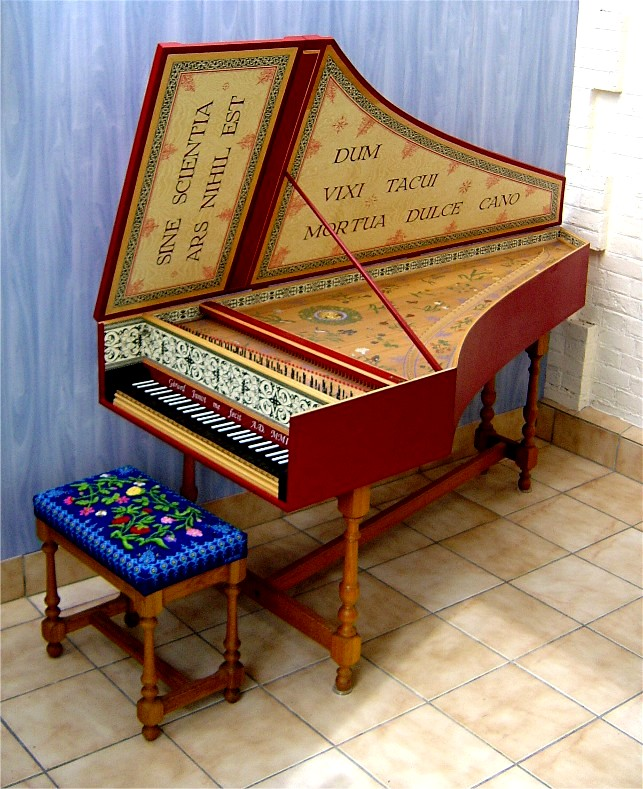
大鍵琴

在巴洛克時代，器樂成為主導，同時大多數的音樂形式也在這個時代定義。对位法是這時間在器樂及聲樂中其中一個的主要影響。 雖然宗教傳統音樂也獲得延續，卻被世俗音乐的發展超越。其中的發展包括奏鸣曲、协奏曲、大协奏曲。
很多的巴洛克時代音樂也是為了即兴创作而設，使用了作曲家使用數字低音讓演奏者充实和装饰。 鍵琴樂器，尤其是大鍵琴，是一個主導的樂器。 優律的開始也打開了彈奏所有调及转调的可能性。
很多的巴洛克時代音樂有具有通奏低音的特色，由一個鍵琴樂器，可能是大键琴或風琴（有時候由魯特琴代替）、一個低音樂器，例如一個维奥尔琴或低音管組成。當期有三位傑出的作曲家：约翰·塞巴斯蒂安·巴赫， 格奥尔格·弗里德里希·韩德尔及安东尼奥·维瓦尔第，除此以外，在這個時期有很多的活躍的作曲家，其中一些作出了重大的貢獻。

#### 共曉時期音樂（約1650年～1900年）
共曉時期（英語：Common practice period）是指從調性體系的形成到瓦解的這段時期。一般來說，巴洛克音樂中後期、古典主義時期和浪漫主義時期，或者說從大約1650年到1900年的這段時期是典型的共曉時期。

##### 古典主義音樂（1750年～1820年）

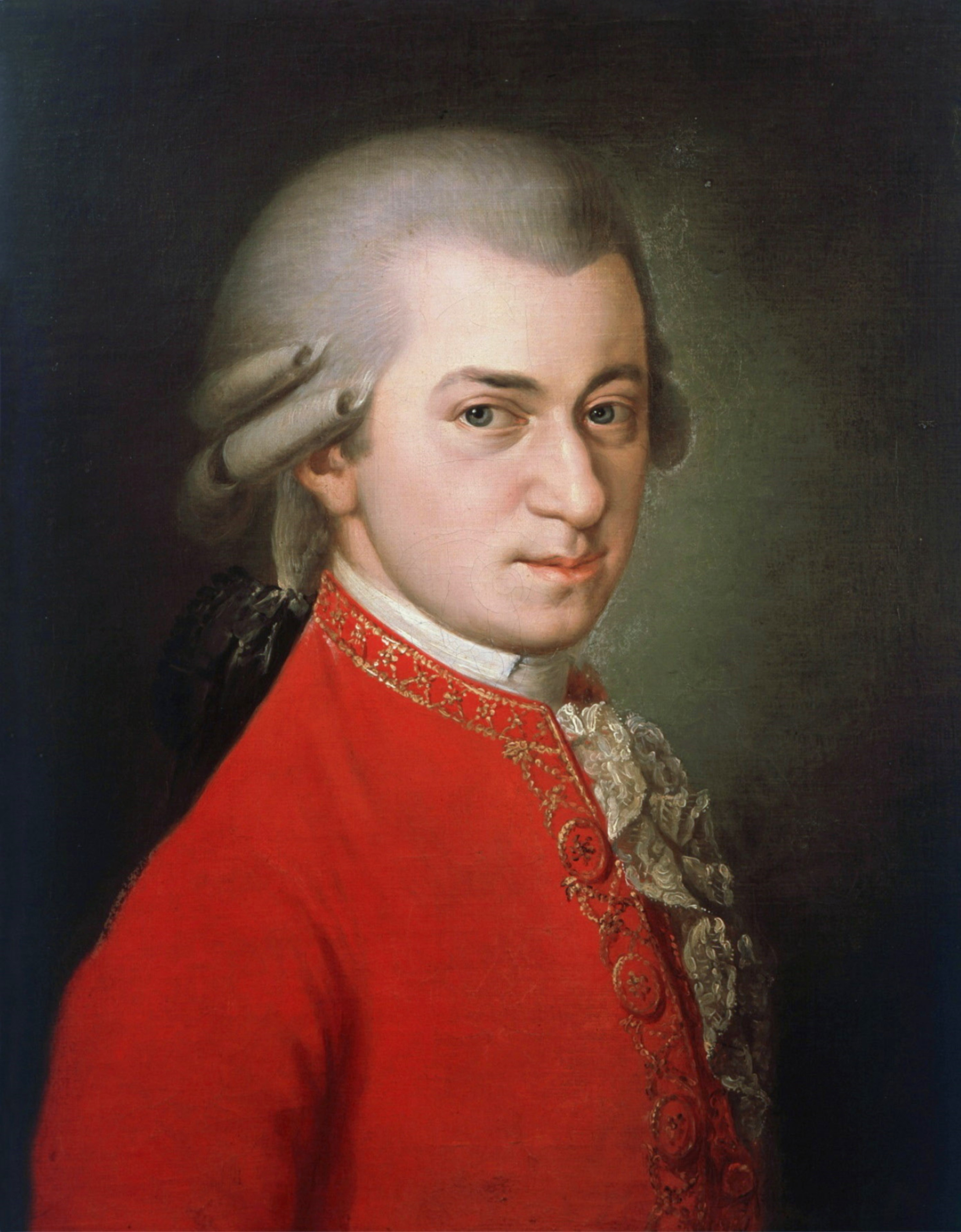
沃尔夫冈·阿马德乌斯·莫扎特創作了古典音樂時期具代表性的音乐。

古典音樂時期的音樂是以主音音樂見稱，或帶著伴奏的明显旋律。 這些新的调子偏向和人聲相似，而且可用於演唱。它令作曲家取代了演唱者成為音樂的焦點。因比器樂很快地取代了歌剧 及其他咏唱形式（例如神劇）。器樂成為了音樂聽眾的口味及大作曲家的缩影。但是，歌劇並沒有因此消失。在古典音樂時期，有數名作曲家開始為了普羅大眾制作他們母語的歌劇（之前的歌劇普遍是意大利語）。
隨著聲樂的地位逐渐被強烈和清晰的旋律取代，對位法更加大受歡迎，常常在一個作品完結或在乐章使用。取而代之，簡單的样式，例如琶音及鋼琴音樂中阿爾貝蒂低音（以左手為主使用重複样式的伴奏）用來使作品的乐章在沒有造成額外的混亂聲音下快活起來。這個時候流行的器樂由數個優律形式主導：奏鸣曲，交響曲，协奏曲。但當時還沒有像現今的音樂理論一樣獲得定義或教導。這三者也是派生自奏鸣曲式，它既覆盖了整個作品，亦是單一樂章的結構。奏鸣曲式在古典音樂時期发展成熟，直至19世紀也成為了樂器作品的主要形式。
古典音樂時期早期迎来了曼海姆乐派，它包括了约翰·斯塔米茨、弗朗兹·克萨韦尔·里赫特、卡尔·斯塔米茨及克里斯蒂安∙卡纳比赫等多位作曲家。它對约瑟夫·海顿發揮了深刻的影響力，並經由他影響了随后的歐洲音樂。沃尔夫冈·阿马德乌斯·莫扎特是古典音樂時期的中心人物，他在所有範疇的非凡度及產生的變化定義了我們對這個時間的感覺。路德维希·范·贝多芬及弗朗茨·舒伯特是过渡性作曲家，他們擴展了時下的流派、形式、甚至是音樂的功能，將音樂引領到浪漫时期。

##### 浪漫主義音樂（1813年～1914年）

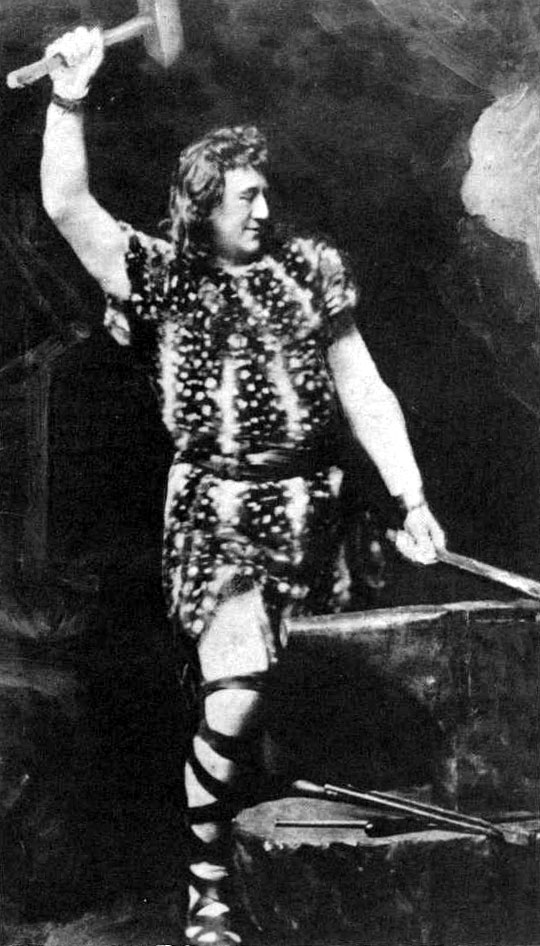
19世紀，瓦格纳的歌剧齊格弗里德的主角

在浪漫主義時期，音樂變得更具表达力及情感化，並扩展到文学，艺术和哲学範疇。浪漫主義時期早期的著名作曲家包括罗伯特·舒曼、弗雷德里克·肖邦、费利克斯·门德尔松·巴托尔迪、温琴佐·贝利尼及埃克托·柏辽兹。
19世紀後期出現了管弦樂團戏剧性的扩张，音樂會成為了城市文化的一部份。後半個世紀的著名作曲家包括小约翰·施特劳斯、勃拉姆斯、李斯特·费伦茨、柴可夫斯基、威尔第及理查德·瓦格纳。1890年至1910年，第三波的作曲家包括德沃夏克、馬勒、理查德·施特劳斯、普契尼。西贝柳斯以浪漫主義時期中期作曲家的作品為基礎，創作出更複雜及更長的音樂作品。19世紀後期的音樂有一個重要標志，就是它對民族主义的热情，例子有德沃夏克、西贝柳斯及格里格。 其他19世紀後期的显赫人物包括卡米爾·聖桑、加布里埃爾·佛瑞、拉赫玛尼诺夫及弗兰克。

### 20及21世紀音樂（1901年～現在）
在20世紀音樂聆聽出現了一個革命。在收音機在全球性變得流行。新的媒介及科技發展下，收錄、製作及发行音樂的途徑和水平獲得改進。在音樂影片及音樂會的廣播及錄制下，音樂演出變得越來越重視視覺效果。越多越多各種形成的音樂變為可携帶式。耳機的發明讓坐在彼此旁邊的人們耹聽完全不同的音樂演出。
20世紀音樂在新的音樂風格及形式上帶來新的自由及廣闊的試验。這些新風格及形式挑戰了過往時期被接受的音樂規則。音樂放大器電路及電子樂器的發明，尤其是合成器，在20世紀中期改革了流行音樂，同時也加速了新的音樂形式的發展。
古典音樂方面，有兩位作曲家的出現決定了20世紀音樂的發展：分別是阿諾德·勳伯格和史特拉汶斯基。

## 音樂样本
右边是一些音乐样本。

## 外部連結
- The Dictionary of the History of Ideas （页面存档备份，存于） see Music and Science, Music as a Demonic Art, Music as a Divine Art
- Edinburgh University Collection of Historic Musical Instruments
- Essentials of Music Classical Music eras, composers, glossary from Sony Music Entertainment
- Glossary of Musical Instruments & Styles （页面存档备份，存于） and Quotes （页面存档备份，存于） from OddMusic.com （页面存档备份，存于）
- Historic American Sheet Music （页面存档备份，存于）
- Lester S. Levy Sheet Music Collection （页面存档备份，存于） popular American music, 1780–1960
- Music History Resources at GeoCities.com
- The Music History Webring
- The New Baroque and Renaissance Music Website at GeoCities.com
- National Music Museum （页面存档备份，存于） from the University of South Dakota
- Russell Collection of Early Keyboard Instruments from the University of Edinburgh
- Tim Gracyk's Phonographs and Old Records （页面存档备份，存于）
- U.S. popular music timeline （页面存档备份，存于）
- Music History on Enjoy the Music.com （页面存档备份，存于）